# Biancaneve (film 2012)
Biancaneve (Mirror Mirror) è un film del 2012 diretto da Tarsem Singh, con protagonisti Lily Collins, Julia Roberts, Armie Hammer e Sean Bean.
Liberamente ispirato alla fiaba folkloristica Biancaneve e i sette nani, è stato candidato agli Oscar 2013 nella categoria migliori costumi.

## Trama
Il Re, il padre di Biancaneve, rimasto vedovo, si risposa con la regina Clementianna (definita "la più bella del reame") per dare alla figlia Biancaneve una matrigna, ma quest'ultima, essendo una strega esperta di magia nera, lo elimina e ne usurpa il trono. La regina Clementianna tassa il popolo oltre ogni limite, con la scusa di proteggerlo da una spaventosa Bestia che terrorizza le sue terre: in realtà sperpera le entrate del regno in feste e in stravaganti trattamenti di bellezza. Biancaneve cresce segregata nel palazzo: la sua malvagia matrigna, oltre a essere gelosa della bellezza della ragazza, teme che il popolo sia ancora devoto alla vera erede al trono e che, con il suo appoggio, Biancaneve possa spodestarla. 
A dieci anni dalla scomparsa del Re, Biancaneve compie diciott'anni: il giorno del suo compleanno, la servitù le racconta le condizioni misere in cui Clementianna versa il suo popolo e la principessa decide di uscire da palazzo per rendersene conto di persona. Lungo la strada incontra il principe Alcott e il suo scudiero Renbock, appena legati e derubati da un gruppo di banditi, i Sette Nani. Biancaneve li libera e, nonostante l'immediata attrazione sorta fra lei e il principe, ciascuno prosegue per la sua strada. La principessa arriva in città e, avendo scoperto le terribili condizioni degli abitanti a cui la regina ha proibito persino di danzare e cantare, decide di opporsi alla sua malvagia matrigna e di provare a salvare il suo regno.
Il principe Alcott, intanto, è ricevuto a palazzo da Clementianna, che ne ammira la bellezza e si rende conto che un matrimonio con lui potrebbe risolvere tutti i suoi problemi finanziari. Organizza dunque un ballo in maschera in suo onore, cercando di apparire ancora più bella per conquistarlo, ma Biancaneve si infiltra alla festa e tenta di convincere il Principe ad aiutarla. Le guardie la catturano e la regina ordina al suo scudiero Brighton di portarla nella foresta e ucciderla. Questi tuttavia non ne ha il coraggio lascia scappare la principessa. Durante la sua fuga, Biancaneve arriva alla casa dei Sette Nani. La regina Clementianna entra nello Specchio Magico (un portale che conduce a un'altra dimensione, dove sorge una capanna magica piena di specchi) e si consulta con il suo alter ego: il Riflesso, a cui chiede un filtro d'amore per conquistare il cuore del Principe Alcott. Il Riflesso glielo concede, ma le ricorda che ci sarà un prezzo da pagare per l'uso della magia.
Intanto Biancaneve è accolta con diffidenza dai nani. Quando essi derubano Brighton dei proventi delle tasse reali, la ragazza chiede loro di restituirli al popolo, ma i nani rifiutano, raccontando che, quando la regina li bandì dal regno, nessuno li aveva difesi. Biancaneve scappa nel villaggio con i soldi e li restituisce ai cittadini, attribuendo il merito ai nani, che diventano eroi agli occhi del popolo. Così i nani decidono di tenere Biancaneve con loro e di aiutarla a rovesciare la regina, addestrandola alle arti della guerra e del furto. La regina Clementianna informa Alcott che la sua figliastra Biancaneve è morta e prova a convincerlo a sposarla, ma è interrotta da Brighton, che le reca la notizia del furto delle tasse. Il Principe decide di sgominare i banditi che lo avevano già derubato.
Nella foresta si scontra con Biancaneve, scoprendo con gioia che non è morta: tuttavia la principessa è schierata contro la regina, mentre egli la spalleggia. Alcott torna al palazzo nuovamente sconfitto e derubato, e la regina apprende che Biancaneve non è morta. Arrabbiata, rientra nello Specchio e chiede al Riflesso la morte della sua nemica. Il Riflesso di nuovo la ammonisce circa il prezzo da pagare per l'uso della magia, ma Clementianna, accecata dalla gelosia, lo accetta senza remore. La regina somministra il filtro d'amore al Principe: il Riflesso però non le ha dato la vera pozione d'amore, consumata tutta per il padre di Biancaneve, ma un'altra che trasforma il Principe in una specie di cagnolino devoto alla sua "padrona". Quando Biancaneve apprende del matrimonio prossimo tra Clementianna e il Principe, ne è devastata.
Il Riflesso con la magia nera evoca due guerrieri-burattini manovrati a distanza, che distruggono la casetta dei sette nani e cercano di uccidere loro e Biancaneve, che però riesce a sconfiggerli, tagliando i fili magici che li tengono in vita. Biancaneve, vedendo fin dove è disposta a spingersi Clementianna ed estremamente addolorata per la perdita del Principe, vorrebbe mollare la lotta e fuggire, anche per salvare i nani: ma proprio loro la convincono a restare e a cercare di mandare all'aria il matrimonio. Insieme riescono a rapinare gli invitati della regina e a rapire il Principe prima del matrimonio. Alcott è ancora infatuato di Clementianna per via dell'incantesimo, ma Biancaneve riesce a spezzarlo con il "bacio del vero amore". La regina, furibonda, arriva nella foresta e scaglia contro Biancaneve la Bestia, che è una sua creatura, obbligata a fare tutto ciò che ella le comanda.
Dopo una strenua lotta, Biancaneve, il Principe e i Nani stanno per essere sopraffatti, ma la ragazza si accorge che la Bestia indossa un medaglione simile a quello portato dalla regina. Con un estremo sforzo Biancaneve riesce a tagliarlo: la Bestia, libera dall'incantesimo, si trasforma nel Re, il padre di Biancaneve. Nel frattempo, Clementianna che si trova nello Specchio ormai sicura della vittoria, si rende conto che qualcosa non va: il Riflesso le rivela che il prezzo per la magia che ha utilizzato sarà la sua bellezza e la donna inizia a invecchiare istantaneamente.
Giorni dopo il Re celebra il matrimonio tra Biancaneve e Alcott. Tra gli ospiti, una vecchia strega si avvicina a Biancaneve offrendole una mela in dono. La ragazza sta per morderla, ma all'ultimo momento si rende conto che si tratta della sua malvagia matrigna, o di ciò che ne resta. Capendo che si tratta di una mela avvelenata, la taglia e ne offre uno spicchio alla donna, invitandola ad ammettere la sua sconfitta. La regina la mangia, scompare e lo Specchio va in mille pezzi. Nel finale Biancaneve canta e balla insieme ai sette nani e agli invitati in stile Bollywood.

## Produzione
Il casting iniziò verso la fine del 2010. Scelto il regista nell'indiano Tarsem Singh, la prima attrice a essere inserita nel cast fu Julia Roberts nel febbraio del 2011, nel ruolo della Regina cattiva. Il 26 marzo fu aggiunto nel ruolo del principe Andrew Alcott l'attore Armie Hammer e pochi giorni dopo, il 3 aprile, fu scritturata per la parte della protagonista Biancaneve l'attrice britannica Lily Collins, preferita a Saoirse Ronan, di cui si era parlato in precedenza. A maggio si unirono al cast Nathan Lane e Robert Emms, nei panni rispettivamente del servo della Regina e del fedele valletto del Principe, concludendo il cast principale con la scelta degli attori che avrebbero interpretato i sette nani.
Le riprese, con il titolo provvisorio di Untitled Snow White Project, iniziarono il 20 giugno 2011 a Montréal, Canada e terminarono nel settembre dello stesso anno.

## Distribuzione
Nel corso di novembre del 2011 la Relativity Media annunciò la distribuzione del film nelle sale statunitensi col titolo Mirror Mirror. Il primo trailer ufficiale fu pubblicato online da Yahoo! Movies il 15 novembre 2011 e il 27 gennaio 2012 fu distribuito il secondo trailer internazionale. Il primo trailer italiano ufficiale fu pubblicato in anteprima il 27 gennaio 2012 su Virgilio Cinema & TV, mentre il secondo fu distribuito online da 01 Distribution il successivo 12 marzo.
Il film sarebbe dovuto uscire nelle sale statunitensi Il 16 marzo 2012, poi posticipato al 30 marzo. In Italia l'uscita inizialmente prevista a il 23 marzo 2012 fu posticipata al 4 aprile.

## Riconoscimenti
- 2013 - Premio Oscar
  - Nomination Migliori costumi a Eiko Ishioka